# Bitwa pod Kłuszynem

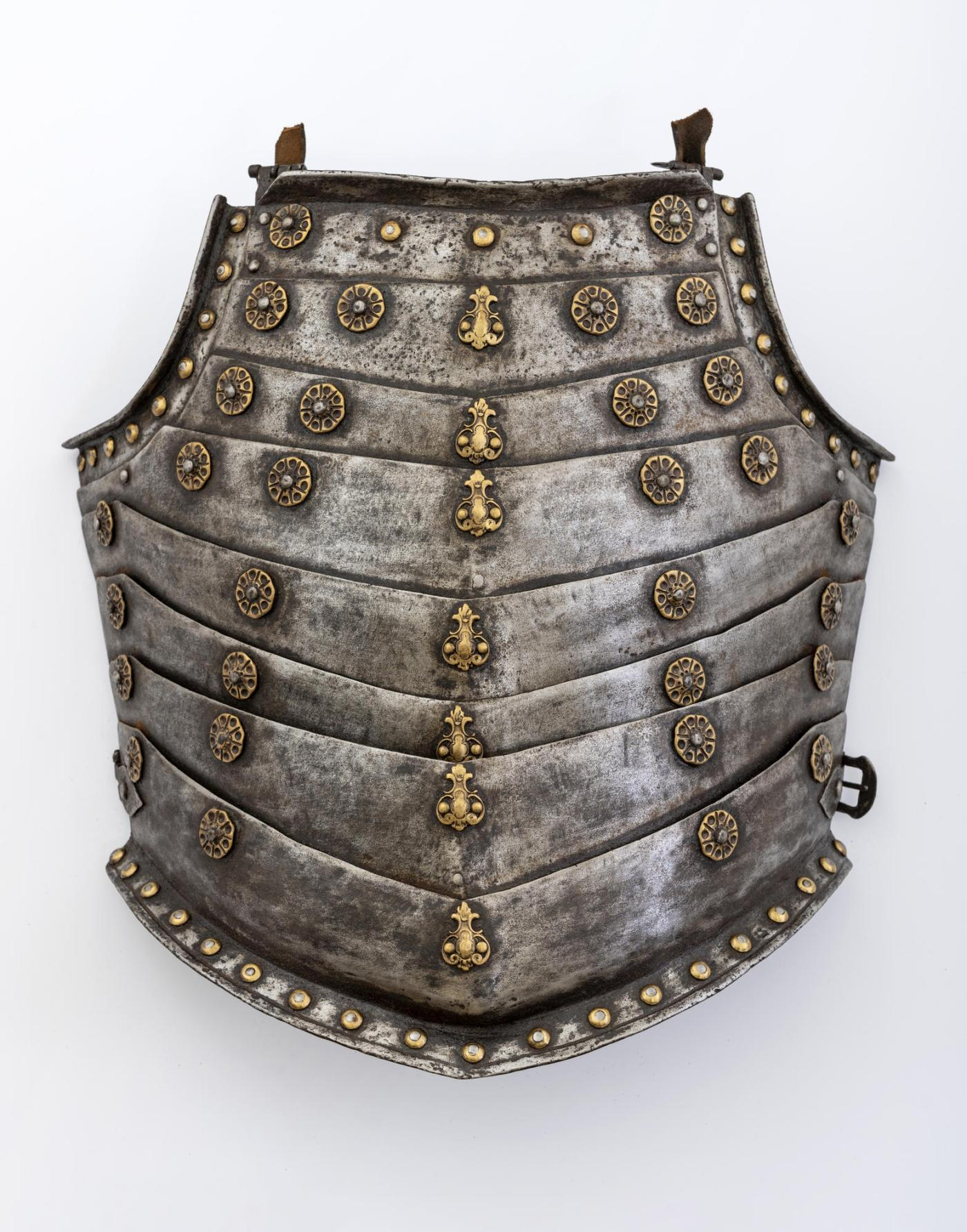
Napierśnik husarski w typie węgierskim, XVI/XVII wiek, Muzeum Ziem Wschodnich Dawnej Rzeczypospolitej

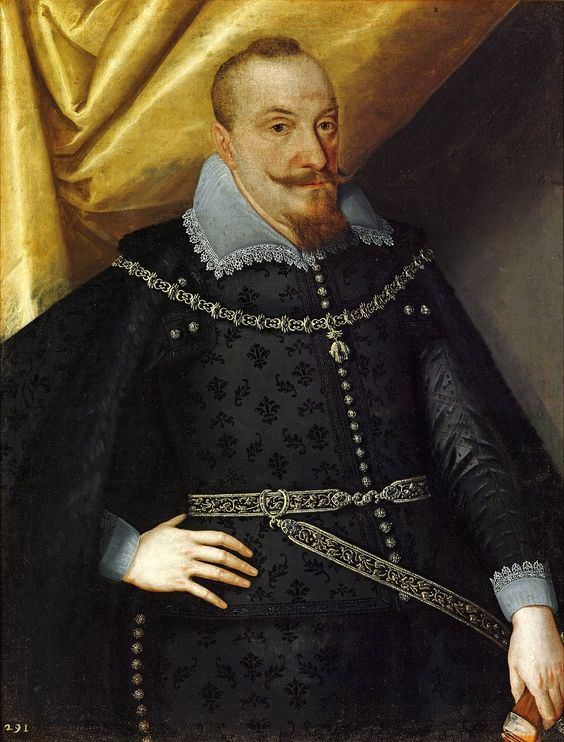
Król Polski Zygmunt III marzył o zdobyciu korony carskiej dla siebie

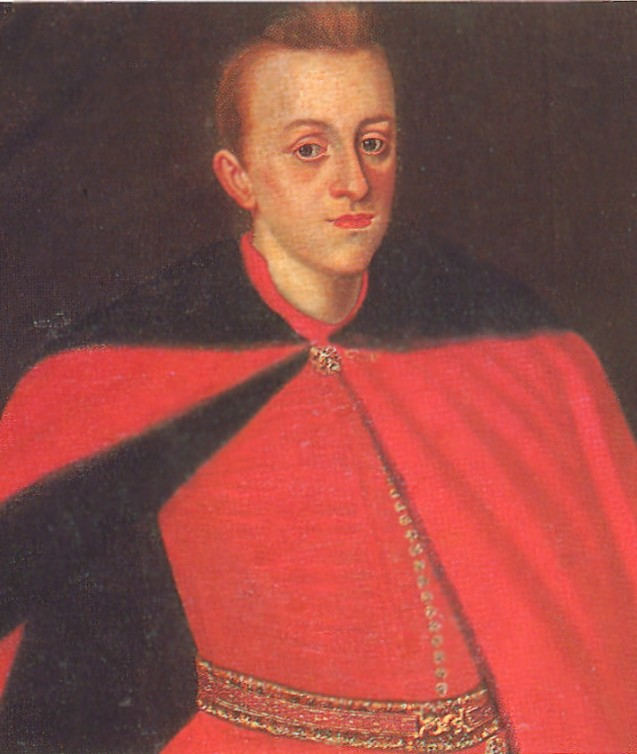
Królewicz Władysław miał zostać nowym carem Rosji

Bitwa pod Kłuszynem – starcie w dniu 4 lipca 1610 podczas wojny polsko-rosyjskiej 1609–1618, w rejonie wsi Kłuszyno.
Bitwę stoczyły wojska polskie pod dowództwem hetmana polnego koronnego Stanisława Żółkiewskiego, z armią moskiewską dowodzoną przez kniazia Dymitra Szujskiego, oraz z posiłkami szwedzkimi pod komendą Jakuba Pontussona De la Gardie.
Natarcie wojsk Żółkiewskiego rozbiło wojska moskiewskie, a następnie skłoniło do zaprzestania walki cudzoziemców posiłkujących Szujskiego. Bitwa zakończyła się paniczną ucieczką Szujskiego i ocalałych Rosjan. W następstwie spowodowało to kapitulację zablokowanej armii Grzegorza Wałujewa w Carowym Zamieściu (ok. 8 tys. ludzi).
W obliczu klęski bojarzy zdetronizowali cara Wasyla Szujskiego i obwołali carem królewicza polskiego Władysława, a Żółkiewski wkroczył do Moskwy.

## Przed bitwą
Latem 1610 do wojsk litewsko-koronnych oblegających Smoleńsk dotarła wieść o koncentrującej się pod Kaługą potężnej armii szwedzko-rosyjskiej pod dowództwem Dymitra Szujskiego, która miała ruszyć na odsiecz Smoleńskowi.
Siły wroga, szacowane na 30 tys. Rosjan pod dowództwem Dymitra Szujskiego oraz 5 tys. najemnych wojsk cudzoziemskich pod dowództwem Jacoba de la Gardie i Everta Horna, miały znaczną przewagę nad wojskami polskimi. Z uwagi na zwycięstwa w walkach z liczniejszymi oddziałami szwedzkimi w Inflantach oraz moskiewskimi, możliwość stoczenia boju z głównymi siłami Wasyla Szujskiego była bardzo pożądana. Po stronie polskiej doszło do sporów pomiędzy dowodzącymi o to, kto ma wyjść odsieczy naprzeciw.
6 czerwca wyruszył spod twierdzy hetman polny koronny Stanisław Żółkiewski, biorąc ze sobą 1630 jazdy i 597 piechoty. Kierownictwo nad pracami oblężniczymi przejął wojewoda Jan Potocki.
Żółkiewski liczył, że po drodze przejmie pod swoją komendę część sił, które działały z dala od Smoleńska. W momencie jego wymarszu drobne oddziały ścierały się z Rosjanami na pograniczu, pod Wiaźmą stacjonował pułk Marcina Kazanowskiego, liczący 800 żołnierzy, a w Carewym Zajmiszczu stał pułk Ludwika Weyhera, liczący 700 żołnierzy i dowodzony przez Samuela Dunikowskiego. Kazanowskiego wzmocnił wkrótce przybyły od drugiego Samozwańca Aleksander Zborowski, którego pułk liczył 1500 żołnierzy. Pod Białą stacjonowało 1000 Kozaków zaporoskich i kilkuset Polaków pod wodzą starosty wieliskiego, pułkownika Aleksandra Korwina Gosiewskiego. Idący naprzeciw armii szwedzko-rosyjskiej Żółkiewski nakazał wszystkim tym oddziałom, by skoncentrowały się pod Szujskiem.
Stojące pod Białą wojska rosyjskie kniazia Iwana Chowańskiego, kniazia Jakuba Boratyńskiego oraz siły cudzoziemskie pod wodzą Everta Horna walczyły z Gosiewskim, któremu udało się odeprzeć nieprzyjaciela od zamku, jednak pozbawiony zapasów żywności potrzebował pomocy. W stronę Carewego Zajmiszcza zbliżała się licząca 8 tys. żołnierzy straż przednia armii Dymitra Szujskiego dowodzona przez wojewodę Hrehorego Wałujewa i kniazia Fiodora Jeleckiego. Wojska te miały za zadanie zbudować fortyfikacje i zatrzymać na nich siły Żółkiewskiego. Gdyby jednak Żółkiewski ominął siły Wałujewa i Jeleckiego, mieli oni wspomóc garnizon Smoleńska.
Dowództwo szwedzko-rosyjskie uważało, że wyczerpane atakami wojska polskie łatwo będzie osaczyć. W tym celu od strony Możajska maszerował z głównymi siłami Dymitr Szujski. Tuż za nim posuwał się z wojskami cudzoziemskimi szwedzki generał Jakub Pontusson De la Gardie, który wyruszył później z powodu sporów z carem Wasylem Szujskim o wysokość żołdu. Rosjanie zamierzali zniszczyć armię Żółkiewskiego, oczyścić pogranicze z oddziałów polskich i dać odsiecz obleganemu Smoleńskowi.
Początkowo Żółkiewski zamierzał iść na Wiaźmę i tam najpierw wysłał tabory, jednak na wieść o trudnej sytuacji Gosiewskiego zmienił kierunek marszu, zawrócił wozy i skierował się na odległą o 150 kilometrów od Smoleńska Białą. Hetman przybył na miejsce 14 czerwca, jednak walczące z Gosiewskim wojska rosyjskie na wiadomość o jego marszu cofnęły się w stronę Rżewa i przeprawiły przez Wołgę. Natomiast wojska Everta Horna dołączyły do armii Dymitra Szujskiego. Oddziały Gosiewskiego ruszyły następnie do Szujska, gdzie założyły obóz warowny. Wkrótce dołączyły do nich dwa pułki Kozaków zaporoskich dowodzone przez żołnierzy książąt Zbaraskich, Piaskowskiego i Iwanyszę. Hetman po dwudniowym wypoczynku także ruszył w rejon koncentracji i przybył do Szujska 22 czerwca.
Gdy stojące w odległości dwóch mil wojska Jeleckiego i Wałujewa przystąpiły do budowy fortyfikacji, mających zablokować Żółkiewskiemu drogę na Możajsk i Moskwę, hetman ruszył 23 czerwca przeciwko nim pod Carewo Zajmiszcze. Tam następnego dnia Żółkiewski osaczył Rosjan. Jednak wobec zbliżających się głównych sił Szujskiego sytuacja wojsk polskich nie była korzystna. Widząc coraz większy niepokój wśród swych żołnierzy, hetman postanowił zablokować częścią sił Wałujewa i Jeleckiego, a z resztą ruszyć przeciw Szujskiemu i zniszczyć go w walnej bitwie.
Armia polska blokująca Wałujewa w Carewym Zajmiszczu liczyła 7,5 tys. jazdy, 4 tys. Kozaków zaporoskich oraz 1 tys. piechoty. Gdy 3 lipca kilku zbiegłych najemników niemieckich doniosło Żółkiewskiemu o położeniu armii Szujskiego, zwołał on natychmiast naradę wojenną, po której wyruszył spod Carewego Zajmiszcza jeszcze tegoż dnia, na dwie godziny przed zachodem słońca. Wojsko zachowało absolutną ciszę, toteż osaczeni Rosjanie nie zorientowali się, że główne siły polskie opuściły obóz. Hetman, kamuflując swój wymarsz, zostawił pod Carewym Zajmiszczem 4 tys. Zaporożców oraz 700 jazdy, 800 piechoty i większość dział .
Na wyprawę Żółkiewski zabrał ze sobą 2500 jazdy, 400 konnych Zaporożców, 200 piechoty i 2 lekkie działa. Ufny w swą przewagę liczebną Szujski nie wysyłał nawet podjazdów, będąc pewnym, że Żółkiewski wciąż oblega w Carewym Zajmiszczu wojska Wałujewa i Jeleckiego. Także De la Gardie był pewny zwycięstwa, gdyż wspominał, że gdy został wzięty do niewoli w Wolmarze, otrzymał od Żółkiewskiego rysią szubę i zamierzał teraz w rewanżu ofiarować wziętemu w niewolę Żółkiewskiemu futro sobolowe.

### Necessitas in loco, spes in virtute, salus in victoria
Necessitas in loco, spes in virtute, salus in victoria (łac.) (Konieczność (obrony) w (tym) położeniu, nadzieja w męstwie, ocalenie w zwycięstwie) – łacińska sentencja, którą wypowiadał hetman Stanisław Żółkiewski, aby zachęcić do walki, objeżdżając chorągwie przed bitwą.

## Bitwa
Wbrew przewidywaniom rosyjskich i szwedzkich dowódców Żółkiewski w tym czasie szybko zbliżał się do ich pozycji. Z powodu wąskiej i błotnistej drogi armia polska przemieszczała się w szyku długiej, wielokilometrowej kolumny. Po 4-milowym nocnym marszu przednia część polskiej kolumny marszowej (pułk Zborowskiego) znalazła się ku własnemu zaskoczeniu przed pogrążonym we śnie, nieświadomym zagrożenia nieprzyjacielem. Żółkiewski napisał w swych wspomnieniach, że gdyby reszta wojsk zdążyła na czas, można było uderzyć na przeciwnika, którego większość żołnierzy była jeszcze nieubrana. Pochód polski znacznie opóźniły dwa wzięte falkonety, które zatarasowały drogę, nie pozwalając części wojsk na kontynuowanie marszu. Ponadto idąca komunikiem jazda zostawiła daleko w tyle posuwającą się wolno piechotę. Około godziny 3 nad ranem 4 lipca zmęczone przemarszem pierwsze oddziały polskie dotarły pod Kłuszyno.
Armia Szujskiego biwakowała za opłotkami wsi Prieczistoje w dwóch obozach – po prawej stronie, od północy, stały pułki szwedzkie dowodzone przez de la Gardiego, złożone ze Szwedów, Francuzów, Niemców, Hiszpanów, Flamandów, Anglików i Szkotów, a po lewej stronie, od południa, stały wojska rosyjskie. Siły rosyjskie liczyły 19–20 tys., a szwedzkie 3300 żołnierzy. Armia Szujskiego miała łącznie 11 dział.
Żółkiewski doszedł do wniosku, że najłatwiej będzie rozbić liczne, ale słabo uzbrojone i wyszkolone wojska rosyjskie, złożone z pospolitego ruszenia oraz wielu nieuzbrojonych chłopów, przeznaczonych do przenoszenia kobyleń i wykonywania robót ziemnych. Ponieważ idąca komunikiem jazda zostawiła piechotę i działa znacznie w tyle, hetman doszedł do wniosku, że aby zaatakować Szwedów, trzeba poczekać na ich nadejście. Żółkiewski mógł też od razu uderzyć na uśpiony obóz, ale rozciągnięta kolumna wojsk polskich spowodowałaby, że do walki wkraczałyby kolejne oddziały w miarę, jak wojsko docierałoby na pole bitwy. Z uwagi na znaczną przewagę liczebną wroga i groźbę rozbicia sił polskich Żółkiewski odczekał aż całe jego wojsko zajmie wyznaczone pozycje.
Drewniane płoty stanowiły poważną przeszkodę dla polskiej jazdy; za nimi znajdowały się tabory nieprzyjaciela stanowiące jego linię obrony. Płot, który oddzielał będącą bliżej polskich stanowisk wieś Prieczistoje od Pirniewa, został częściowo rozebrany i spalony. Rozebranie i spalenie płotów, dające pole do szarży polskiej jeździe, trwało blisko godzinę. Następnie konieczne było spalenie wsi Prieczistoje, która zasłaniała Polakom dostęp do nieprzyjaciela. Pożar zabudowań zaalarmował Rosjan i Szwedów. Na prawym skrzydle, gdzie znajdowała się armia szwedzka, w pierwszym rzucie stanęła piechota, osłaniając się niedopalonymi płotami. Na lewym skrzydle wojsk Szujskiego stanęły pomieszane ze sobą piechota i jazda rosyjska.
Centrum polskie, w skład którego wchodziły złożone głównie z husarii pułki starosty chmielnickiego Mikołaja Strusia i Aleksandra Zborowskiego, stanęło w dwóch rzutach naprzeciw Rosjan. Podobnie w dwóch rzutach naprzeciwko Rosjan stanęło prawe skrzydło, złożone z chorągwi kozackich dowodzonych przez rotmistrza Samuela Dunikowskiego (pułk Ludwika Wejhera) oraz z pułku Marcina Kazanowskiego. Naprzeciw wojsk szwedzkich stanęło lewe skrzydło z pułkiem jazdy Żółkiewskiego, dowodzonym przez księcia Janusza Poryckiego, także ustawionym w dwóch rzutach. Na lewo od pułku Poryckiego, przy płocie z chrustu, stanęła piechota kozacka (400 kozaków zaporoskich z Pohrebyszcz, z majątku książąt Zbaraskich) dowodzona przez Piaskowskiego. Na tyłach polskiego szyku znalazł się silny odwód złożony z kilku chorągwi jazdy. Piechota licząca 200 żołnierzy z 2 falkonetami była wciąż w drodze.
Sądząc, że złamanie wojsk rosyjskich przesądzi o losie armii szwedzkiej, Żółkiewski jeszcze przed świtem kazał uderzyć na Rosjan. Po 3 godzinach walki wojska polskie zmusiły Rosjan do odwrotu na Kłuszyno. W tym okresie husaria wielokrotnie ruszała do szarży – według Samuela Maskiewicza niektóre chorągwie szarżowały 8 do 10 razy. Żółkiewski, rzucając wielekroć chorągwie do szarży, usiłował wpoić Rosjanom przekonanie, że atakuje ich ogromna liczebnie kawaleria. Zawodowi żołnierze polscy zdecydowanie przewyższali wyszkoleniem wojska rosyjskie złożone z pospolitego ruszenia bojarów i dworian, pieszych strzelców oraz słabo uzbrojonych chłopów. Nie byli w stanie dorównać Polakom także zaciężni rajtarzy służący w armii rosyjskiej. Właśnie ich nieudany karakol stał się decydującym momentem bitwy. Szarżująca jazda polska zmusiła rajtarów do ucieczki, oni zaś w odwrocie zmieszali szyk swojej armii. Wkrótce po tym wszyscy Rosjanie uciekali – część na otwarte pole, a stamtąd do lasu, część do ufortyfikowanego obozu. W pościg za uciekającymi Rosjanami rzuciła się jazda polska prawego skrzydła. Jedynie część piechoty rosyjskiej, która stała w zabudowaniach wsi Pirniewo, zachowała wciąż zdolność do walki.
W tym czasie na lewym skrzydle jazda Poryckiego, która wiązała Szwedów atakami, ponosiła znaczne straty, ponieważ nie zdołała zniszczyć płotów bronionych przez piechotę. Polska jazda mogła tam szarżować tylko pojedynczymi chorągwiami przez wyrwy w chruścianym płocie. Stojąca przy płocie piechota zadawała Polakom znaczne straty – muszkieterzy strzelali z bliska do atakujących jeźdźców, a pikinierzy kłuli konie. Sytuacja na lewym skrzydle zdecydowanie zmieniła się, gdy nadeszła polska piechota z działkami. Do tego momentu na lewym skrzydle strony polska i szwedzka straciły po około 100 żołnierzy.
Piechurzy, choć mieli za sobą długi i uciążliwy marsz, z miejsca przystąpili do walki. Puszkarze, prowadząc celny ogień z dwóch falkonetów, zniszczyli większą część płotu, zadając przy tym straty kryjącym się za nim muszkieterom. Polscy hajducy, którzy tymczasem prowadzili ogień z rusznic, ruszyli teraz do ataku na białą broń. Siły szwedzkie zostały odparte od płotu, dzięki czemu jazda polska uzyskała wreszcie właściwą przestrzeń do szarży. Ażeby w pełni wykorzystać nadarzającą się okazję, Żółkiewski nakazał jeździe przerwać pogoń za Rosjanami i uderzyć na Szwedów. Wojska szwedzkie rzuciły się do ucieczki w kierunku swego obozu.
Choć pierwsza faza bitwy była dla wojsk Żółkiewskiego zwycięska, sytuacja nadal jeszcze nie była pewna. Większość wojsk nieprzyjacielskich schroniła się w ufortyfikowanych obozach, a część rosyjskiej piechoty umocniła swe pozycje we wsi Pirniewo. W pobliżu szwedzkiego obozu formowała się piechota, której liczebność Żółkiewski z dużą przesadą oceniał na 3 tys. żołnierzy; dołączyła do niej część rozbitej jazdy. Jednak dowódcy wojsk szwedzkich, De la Gardie i Horn, wciąż błąkali się w lesie wraz z niedobitkami, podobnie jak rosyjscy kniaziowie – Golicyn i Mezecki. Naczelny wódz wojsk rosyjskich, Dymitr Szujski, schronił się w obozie. Pobity, ale nie rozbity nieprzyjaciel wciąż był znacznie liczniejszy od armii polskiej.
Gdy cała odwołana z pościgu jazda już wróciła, Żółkiewski przystąpił do okrążania obu obozów nieprzyjacielskich. Większość polskich sił skierowana została przeciwko wojskom szwedzkim. Hetman jednak nie podejmował walki, gdyż liczył, że uda mu się w obecnej sytuacji przeciągnąć na swoją stronę część najemnych wojsk cudzoziemskich służących u Szwedów. Doszło do pertraktacji, w wyniku których Żółkiewski zgodził się wypuścić armię szwedzką po złożeniu przez jej żołnierzy przysięgi, że nigdy nie będą walczyć przeciwko wojskom Rzeczypospolitej. Kilkuset żołnierzy cudzoziemskich przeszło na służbę w armii polskiej. W tym czasie Szujski oraz rosyjscy żołnierze, którzy zamknęli się w obozie, zachowywali się biernie, nie próbując nawet wesprzeć osaczonej pod lasem własnej piechoty.
Golicyn i Mezecki zebrali z rozproszonych w walce oddziałów kilkuset jeźdźców i wrócili do obozu, gdzie próbowali nakłonić Szujskiego do dalszej walki. Wrócili także De la Gardie i Horn, nie zdołali jednak odwieść swych wojsk od kapitulacji. Widząc, że wojska szwedzkie poddały się, Szujski opuścił dyskretnie obóz i uciekł w lasy, kierując się do Kaługi. To samo wkrótce uczynili inni dowódcy, a za nimi reszta wojsk rosyjskich. Wojska Żółkiewskiego ruszyły w pościg za uciekinierami. Ponieważ większość polskich żołnierzy ruszyła do opuszczonego obozu rosyjskiego po zdobycz, tylko niewielka część ścigała Rosjan, pomimo to zadała im jednak większe straty niż poprzednio w bitwie. W obozie armii Szujskiego Polacy znaleźli liczne bogactwa, jak złote i srebrne naczynia, szaty, sobolowe futra oraz setki wozów, a także pieniądze przeznaczone na żołd dla wojsk cudzoziemskich w wysokości 20 tys. florenów i 30 tys. rubli. W ręce zwycięzców wpadło także kilkadziesiąt chorągwi, a wśród nich obszyta złotem, adamaszkowa chorągiew Szujskiego, a także całe jego uzbrojenie, czyli szyszak, szabla i buława. Ogromną zdobycz powiększała kareta Szujskiego i liczne kolasy.
Bitwa trwała w sumie około pięciu godzin. Według Żółkiewskiego poległo w niej 1200 żołnierzy armii szwedzkiej i jeszcze więcej Rosjan. Niektóre polskie źródła mówią, że zginęło w bitwie około 17 tys. żołnierzy armii rosyjskiej i szwedzkiej. Relacja o szczęśliwym powodzeniu oręża polskiego w Moskwie podaje, że armia szwedzka straciła 700 zabitych, a armia rosyjska – do 2 tysięcy. Szwedzki historyk Videking podaje, że było 500 zabitych w armii De la Gardiego oraz nieznana liczba w armii Szujskiego. Wszyscy wodzowie przegranej armii zdołali uciec. De la Gardie według relacji Luny uciekł do zamku Oczepow, gdzie został kompletnie ograbiony, obity kijami i wypędzony; podobnie potraktowano Horna.
Straty polskie zdaniem Żółkiewskiego wyniosły ponad 100 zabitych towarzyszy. Liczba zabitych pocztowych zwykle wynosiła 2–3 zabitych na jednego poległego towarzysza. Ponadto armia polska straciła 400 zabitych koni. Była też pokaźna liczba rannych.

## Po bitwie
Jeszcze w tym samym dniu Żółkiewski wrócił pod Carewo Zajmiszcze i skłonił Wałujewa do kapitulacji pokazując mu jeńców. Wojsko polskie dało przykład niezwykłej wytrzymałości, gdyż po nieprzespanej nocy i męczącym marszu stoczyło niezwykle ciężką, wielogodzinną bitwę, po czym wróciło tą samą drogą do punktu wyjścia. Po zawartym układzie, mówiącym o wyniesieniu na carski tron syna Zygmunta III, Władysława, siły Żółkiewskiego wzmocniło około 8 tys. żołnierzy Wałujewa. Drugi z rosyjskich wodzów, kniaź Jelecki, został wysłany do króla pod Smoleńsk.
Klęska armii Szujskiego przyczyniła się w decydującym stopniu do upadku cara Wasyla Szujskiego. Wystąpili przeciw niemu wszyscy wrogowie wraz z drugim Samozwańcem. Starając się wykorzystać swoje zwycięstwo, hetman 12 lipca ruszył na Moskwę, nie zważając nawet na rannych, których wieziono na wozach, umierających z powodu ciężkich warunków w trakcie marszu. Żółkiewskiemu sprzyjała także ludność Moskwy i okolic, gdyż dotarła do niej wieść o zawartym przez Żółkiewskiego z Wałujewem układzie, w którym była mowa o powołaniu na carski tron Władysława. Rozsyłane do ludności uniwersały obiecywały zmęczonemu wieloletnim zamieszaniem społeczeństwu tak upragniony spokój.
Idący na Moskwę Żółkiewski był znacznie silniejszy, gdyż miał teraz do dyspozycji około 19 500 żołnierzy. W pogrążonej w chaosie Rosji była to siła decydująca, toteż drugi Samozwaniec na wieść o zbliżającym się hetmanie wolał czym prędzej wycofać się spod Moskwy. Żółkiewski był także świadom, że bojarzy i dworianie, którym zagrażały zarówno rozruchy społeczne, jak i Samozwaniec, chętnie uznają Władysława za nowego cara. Zgodnie z przewidywaniami Żółkiewskiego grupa bojarów i dworian, którą kierował Zachar Lapunow, obaliła 27 lipca Wasyla Szujskiego, osadzając go w klasztorze. Władzę nad krajem objęła grupa siedmiu najbardziej wpływowych bojarów. Żółkiewski stanął 3 sierpnia pod murami Moskwy, gdzie nowe władze przyjęły go uroczyście. Doszło do rokowań, które rozpoczęły się 5 sierpnia, zakończonych układem z dnia 27 sierpnia, na mocy którego królewicz Władysław został uznany carem Rosji pod warunkiem przejścia na prawosławie. Król miał teraz przerwać oblężenie Smoleńska i zwrócić zdobyte do tej pory zamki rosyjskie. Następnego dnia na Dziewiczym Polu pod Moskwą tłumy mieszkańców złożyły przysięgę na wierność Władysławowi.
W obręb moskiewskich murów wojska polskie wkroczyły 12 września, a 8 października Żółkiewski przybył na Kreml. Car Wasyl Szujski oraz jego bracia Dymitr Szujski i Iwan Szujski zostali więźniami hetmana.
Zawarty układ nie przetrwał długo, mniej z powodu umieszczonych w nim warunków nakazujących wojskom koronnym i litewskim odstąpienie od Smoleńska, co raczej z powodu ambicji Zygmunta III, który pragnął carskiej korony dla siebie, by później połączonymi siłami Rzeczypospolitej i Rosji móc odzyskać swój dziedziczny tron szwedzki. Nie bez znaczenia była także chęć króla, by rozszerzyć panowanie religii katolickiej na Rosję i Szwecję. Poza tym istniała bardzo uzasadniona obawa, że Władysław wkrótce po objęciu tronu zostałby zamordowany, tak jak pierwszy Samozwaniec.

## Upamiętnienie
Walki rycerzy polskich pod Kłuszynem zostały po 1990 upamiętnione na Grobie Nieznanego Żołnierza w Warszawie napisem na jednej z tablic: „KŁUSZYN-MOSKWA 4 VII – 28 VIII 1610”.